# Puente Mayorga
Puente Mayorga es una barriada (pedanía) española costera perteneciente al municipio andaluz de San Roque, en la provincia de Cádiz. Está situada en la bahía de Algeciras, a tres kilómetros al sur del núcleo principal de San Roque. 
Esta barriada debe su nombre al puente que la comunica con Guadarranque salvando el arroyo de los Gallegos, conocido como el río Cachón. Limita al norte y al oeste con la central de ciclo combinado Bahía de Algeciras, y al sureste con Campamento.
Destacan el puente romano, cruzando el arroyo de los Gallegos, también es de destacar la Torre del Rocadillo.

## Comunicaciones

### Carreteras
- Se accede a Puente Mayorga por la salida 2, que corresponde a la entrada de la pedanía por la Barriada Cepsa, o por la salida 3, ambas de la autovía  CA-34  (San Roque-La Línea de la Concepción-Gibraltar), que sería por la Avenida de la Hispanidad. También es posible por la rotonda de la Carretera  N-351  por la Avenida Virgen del Carmen.

- La carretera  CA-2321  lo comunica con Guadarranque mediante el Puente Romano ubicado en Calle Pi y Margall.

### Parada de Taxis
- Desde el 16 de febrero de 2010 la barriada cuenta con una estación de taxis[2]en la Avenida de La Colonia frente a la Urbanización Villa Victoria.

### Autobús
Perteneciente a la Zona B (Arco Bahía Oriental) del sistema tarifario del Consorcio de Transporte Metropolitano del Campo de Gibraltar. En la siguiente tabla se muestran las líneas urbanas e interurbanas con parada en Puente Mayorga:
| Líneas de autobús con parada en Puente Mayorga | Líneas de autobús con parada en Puente Mayorga                                                                                                  | Líneas de autobús con parada en Puente Mayorga        |
| Autobuses Interurbanos                         | Autobuses Interurbanos | Autobuses Interurbanos                                |
| Línea                                          | Trayecto | Empresa                                               |
| ---------------------------------------------- | --- | ----------------------------------------------------- |
| M-120                                          | Algeciras - La Línea de la Concepción | Transportes Generales Comes                           |
| M-230                                          | San Roque - La Línea de la Concepción | Avanza Movilidad Urbana y Transportes Generales Comes |
| M-240                                          | Estepona - La Línea de la Concepción | Avanza Movilidad Urbana                               |
| Autobuses urbanos                              | |                                                       |
| AZUL                                           | Estación de San Roque - Taraguilla - Miraflores - Guadarranque - San Roque Centro - Puente Mayorga - Campamento - Pozo del Rey (Hierros Acosta) | Horizonte Sur Viajes, S. L.                           |

En las siguientes tablas se mostrarán las líneas urbanas por paradas de la pedanía:
| Av. de la Hispanidad - Colegio | Av. de la Hispanidad - Colegio                                                                                  | Av. de la Hispanidad - Colegio |
| Línea                          | Trayecto | Empresa                        |
| ------------------------------ | --- | ------------------------------ |
| AZUL                           | Estación de San Roque - Taraguilla - Miraflores - Guadarranque - San Roque Centro - Puente Mayorga - Campamento | Horizonte Sur Viajes, S. L.    |

| Av. Virgen del Carmen (Puente Mayorga) | Av. Virgen del Carmen (Puente Mayorga)                                                                          | Av. Virgen del Carmen (Puente Mayorga)                |
| Línea                                  | Trayecto | Empresa                                               |
| -------------------------------------- | --- | ----------------------------------------------------- |
| M-230                                  | San Roque - La Línea de la Concepción                                                                           | Avanza Movilidad Urbana y Transportes Generales Comes |
| M-272                                  | San Pablo de Buceite - Jimena de la Fra. - Castellar de la Fra. - Hospital Comarcal - La Línea de la Concepción | Transportes Generales Comes                           |

| Ctra. N-351 - Puente Mayorga (Cruce) | Ctra. N-351 - Puente Mayorga (Cruce)  | Ctra. N-351 - Puente Mayorga (Cruce) |
| Línea                                | Trayecto                              | Empresa                              |
| ------------------------------------ | ------------------------------------- | ------------------------------------ |
| M-120                                | Algeciras - La Línea de la Concepción | Transportes Generales Comes          |
| M-240                                | Estepona - La Línea de la Concepción  | Avanza Movilidad Urbana, S. L.       |

## Servicios

### Sanitarios
La pedanía cuenta con un Centro de Salud del Sistema Sanitario Público de la Andalucía. Ubicado en la Alameda de San Pedro esquina con Avenida de la Hispanidad.

### Centros Educativos
- CEIP Sagrado Corazón
- E. I. Villa Carmela

### Centros Sociales
- Centro Cívico La Esquina
- Punto Vuela - CAPI Guadalinfo
- Centro Residencial de Mayores "Mari Carmen Puente"

## Cultura

### Virgen del Carmen
La Patrona Nuestra Señora del Carmen procesiona por las calles de la pedanía cada 16 de Julio. Realiza la procesión marítima bendiciendo las aguas de la Bahía de Algeciras en las pequeñas embarcaciones del Puerto Deportivo, cuyos dueños eran los antiguos pescadores del desaparecido núcleo de población de La Colonia. Esta festividad reúne a muchos fieles para poder presenciarla.

### Navidad
En épocas navideñas se realizan numerosas actividades culturales como el Cartero Real, la Recepción de Sus Majestades los Reyes Magos, el tradicional Arrastre de Latas, el Belén Viviente o las tradicionales "Zambombás". Todas estas actividades culturales van enfocadas al público infantil residente en la pedanía.

### Feria de la Bahía
La fiestas patronales de Puente Mayorga son la tercera semana del mes de julio y es una feria conjunta con la pedanía de Campamento (ambas pertenecientes al Distrito Bahía, de ahí el nombre de la festividad). Da lugar a numerosas actividades enfocadas tanto a los más mayores como a los más pequeños (todas organizadas por la Comisión de Fiestas y Juventud del Ayuntamiento de San Roque, y algunas actividades por Fundación Cepsa). Como por ejemplo la comida de la tercera edad en la carpa municipal. Esta festividad se celebra en el Recinto Ferial de la Bahía ubicado entre Puente Mayorga y Campamento en el Callejón del Moro. Comienza con las tradicionales cabalgatas (cada pedanía tiene su propia cabalgata), y finaliza con un espectáculo conjunto de fuegos artificiales desde la Playa de Campamento y Puente Mayorga.

### Deportes

#### Fútbol
El Puente Mayorga Recreativo es el equipo de la pedanía que actualmente milita en la Cuarta División Regional de la Provincia de Cádiz (competición organizada por la Real Federación Andaluza de Fútbol). Al igual que otros equipos del municipio, 'El Puente' también es un club de fútbol base enfocado a los más pequeños ya que cuenta con numerosas categorías desde bebé hasta infantiles. Disputa sus partidos en las instalaciones municipales del Complejo Deportivo Bahía, concretamente en el campo de fútbol Manuel Mateos.

#### Baloncesto
A pesar de que no hay existencia de un equipo de baloncesto en Puente Mayorga, el Club Centurias disputa alguno de sus partidos en el Complejo Deportivo Bahía, en concreto en el Pabellón Deportivo Bahía. También hay dos instalaciones municipales de baloncesto al aire libre, una de ellas ubicada en las Pistas Polideportivas de Puente Mayorga (en la Barriada Nazaret) y la otra se trata de la Pista Deportiva "Entrenador Pepe Noya", ubicada en el Mirador del Áncora a escasos metros de la playa.

#### Fútbol Sala
El Sporting de San Roque Fútbol Sala es un equipo-academia de fútbol sala infantil que realiza sus entrenos y enseñanzas en el Pabellón Deportivo Bahía y también en el Pabellón Municipal Ciudad de San Roque, en el núcleo principal del municipio. También hay dos pistas de fútbol sala en las Pistas Polideportivas de Puente Mayorga (en la Barriada Nazaret).

#### Fútbol Playa
En temporadas de verano, el ayuntamiento de la localidad instala porterías de fútbol playa en la Playa de Puente Mayorga, concretamente en la zona del arroyo Cachón (dirección hacia al extinguido núcleo de La Colonia). Consta de dos porterías de un campo de fútbol-7.

#### Voleibol de Playa
Se trata de otra instalación exclusiva en temporadas de verano instalada por el ayuntamiento, ubicada en el mismo sitio que la instalación del Fútbol Playa. Consta de una única red para realizar este deporte.

#### Estaciones de gimnasia al aire libre
Hay dos instalaciones municipales enfocadas a personas de la tercera edad que son las estaciones de gimnasia al aire libre ubicadas junto al parque infantil de la barriada Cepsa y la otra en el parque infantil de la Bahía (Parque Viejo o Parque de Puente Mayorga).

### Espacios de Interés

#### Plazas
- Plaza del Rocío
- Plaza María Pineda
- Alameda de San Pedro
- Plaza de San Fernando (conocida como "Plaza de la Iglesia")
- Plaza Pepe Córdoba (conocida como "Plaza del Pescador")
- Plaza Constitución
- Plaza de la Bola

#### Memorial
El memorial a los fallecidos por la explosión de los petroleros Camponavía y Petragen One en el muelle sur de refinería el día 26 de mayo de 1985. Accidente en el que fallecieron 33 personas de ambos petroleros así como personal del muelle de CEPSA, también, hirió a 70 personas. Pero el joven vecino de Puente Mayorga, Francisco Javier Beza González, con su pequeña embarcación logró rescatar a ocho personas evitando así que la catástrofe y la cifra de víctimas mortales aumentara. A día de hoy, el tramo de paseo marítimo entre el puerto deportivo y la plaza Pepe Córdoba, que fue inaugurado el 21 de septiembre de 2021, lleva su nombre en honor a su acción heroica. También hay una placa conmemorativa explicando el suceso y la acción heroica de Beza.

#### Monumento en honor A Los Hombres de la Mar y la Virgen del Carmen
El monumento "A Los Hombres de la Mar" se encuentra ubicado en la plaza Pepe Córdoba (o "Plaza del Pescador"). Se trata de un pescador (de ahí el nombre alternativo de la plaza) en una fuente con su bastón haciendo un homenaje a aquellos hombres que cada día, de manera incansable, se adentran en la mar, siempre protegidos por la patrona, la Virgen del Carmen, donde su imagen también está ubicada en el Puerto Deportivo. Se trata de una imagen de Nuestra Señora del Carmen dentro de una urna que la protege, y a su alrededor, la ofrenda floral de los vecinos de la pedanía.

## Galería de imágenes

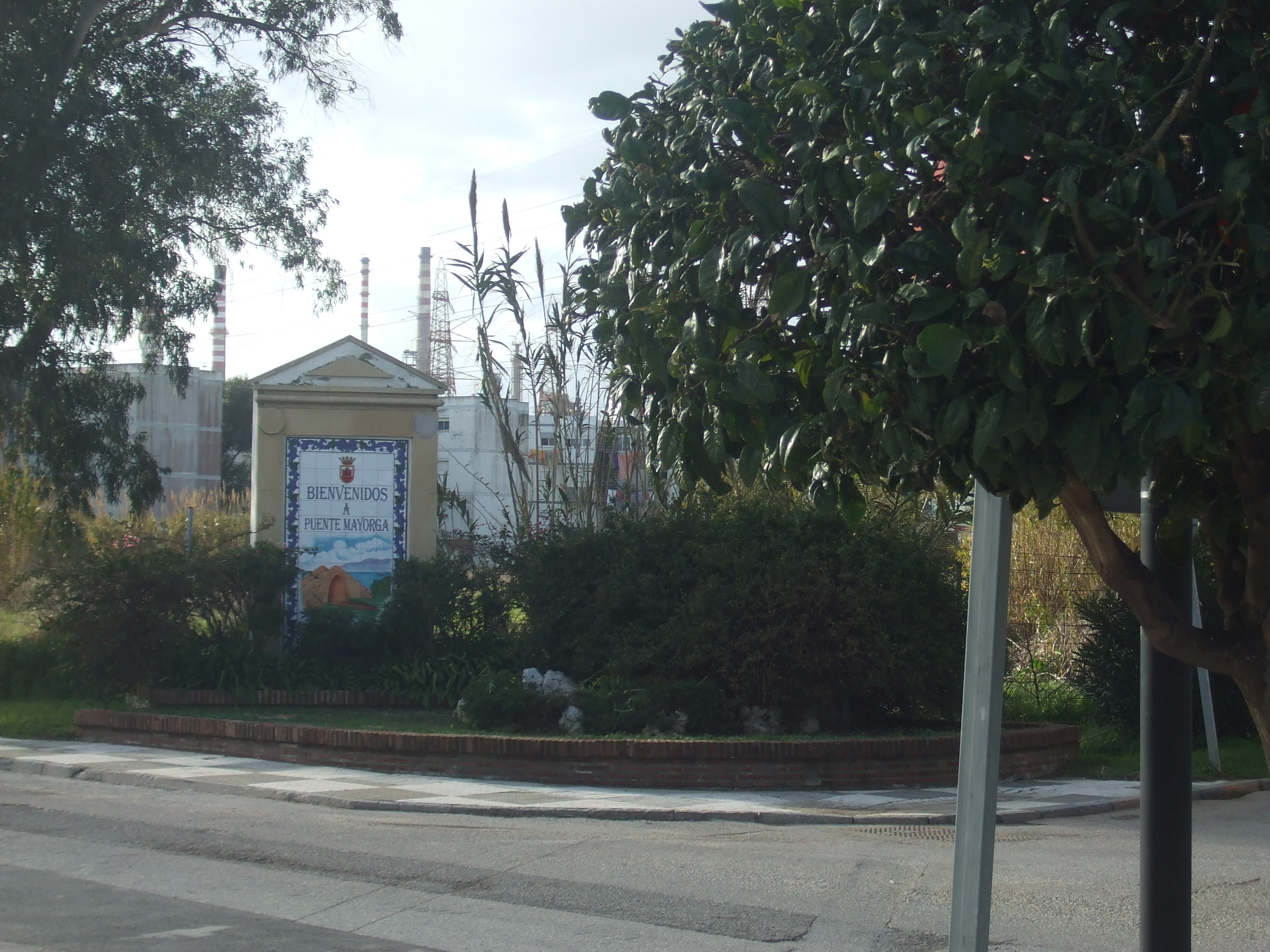
Entrada a Puente Mayorga por Avenida de la Hispanidad (Campo de Fútbol)
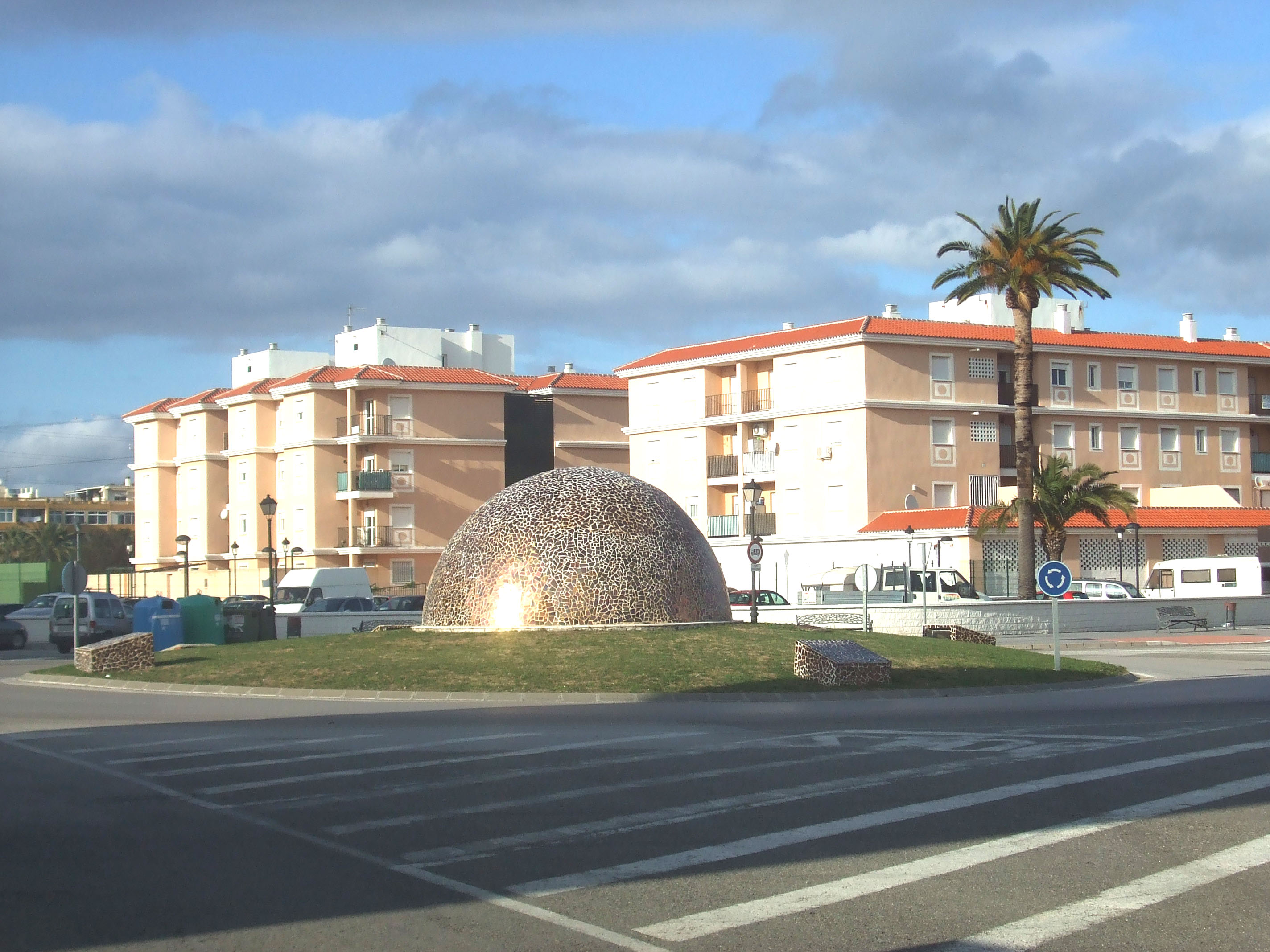
Esfera de Puente Mayorga (La Bola)